# Briefhalter

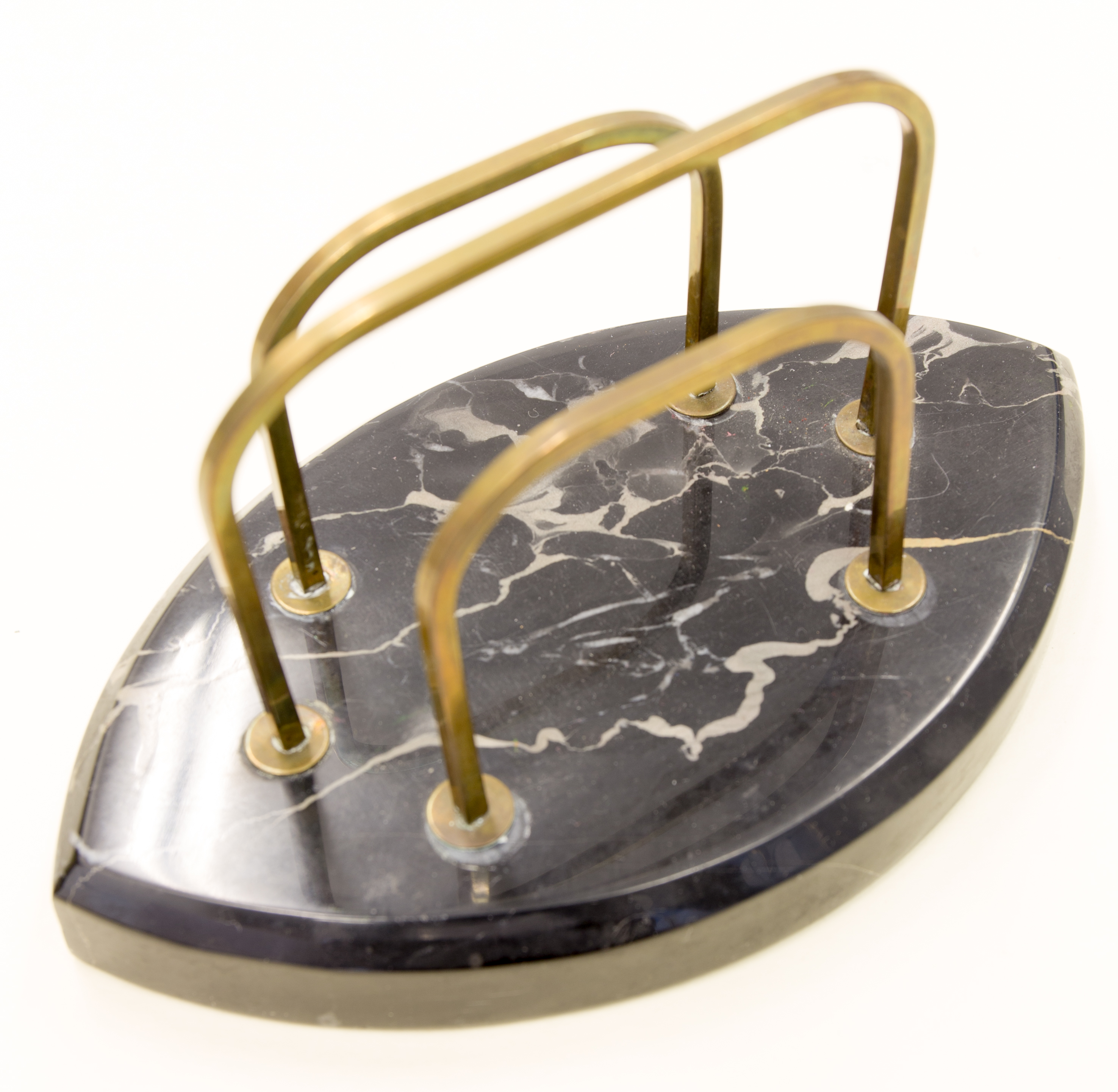
Briefhalter für den Schreibtisch aus Marmor und Messing

Ein Briefhalter, auch Briefständer genannt, ist eine technische Vorrichtung, um mehrere Briefe, zumeist senkrecht, abzustellen oder abzulegen. Er ist oftmals Teil einer Schreibgarnitur, auch Schreibtischgarnitur genannt.

## Beschreibung
Ein Briefhalter ist eine Vorrichtung, typischerweise mit einer oder drei Ablagen, um Briefe einzusortieren. Sie werden aus Kunststoff, Metall, Holz oder anderen Materialien hergestellt, und sind oftmals dekorativ verziert oder aus hochwertigen Materialien hergestellt.

## Bekannte Designer

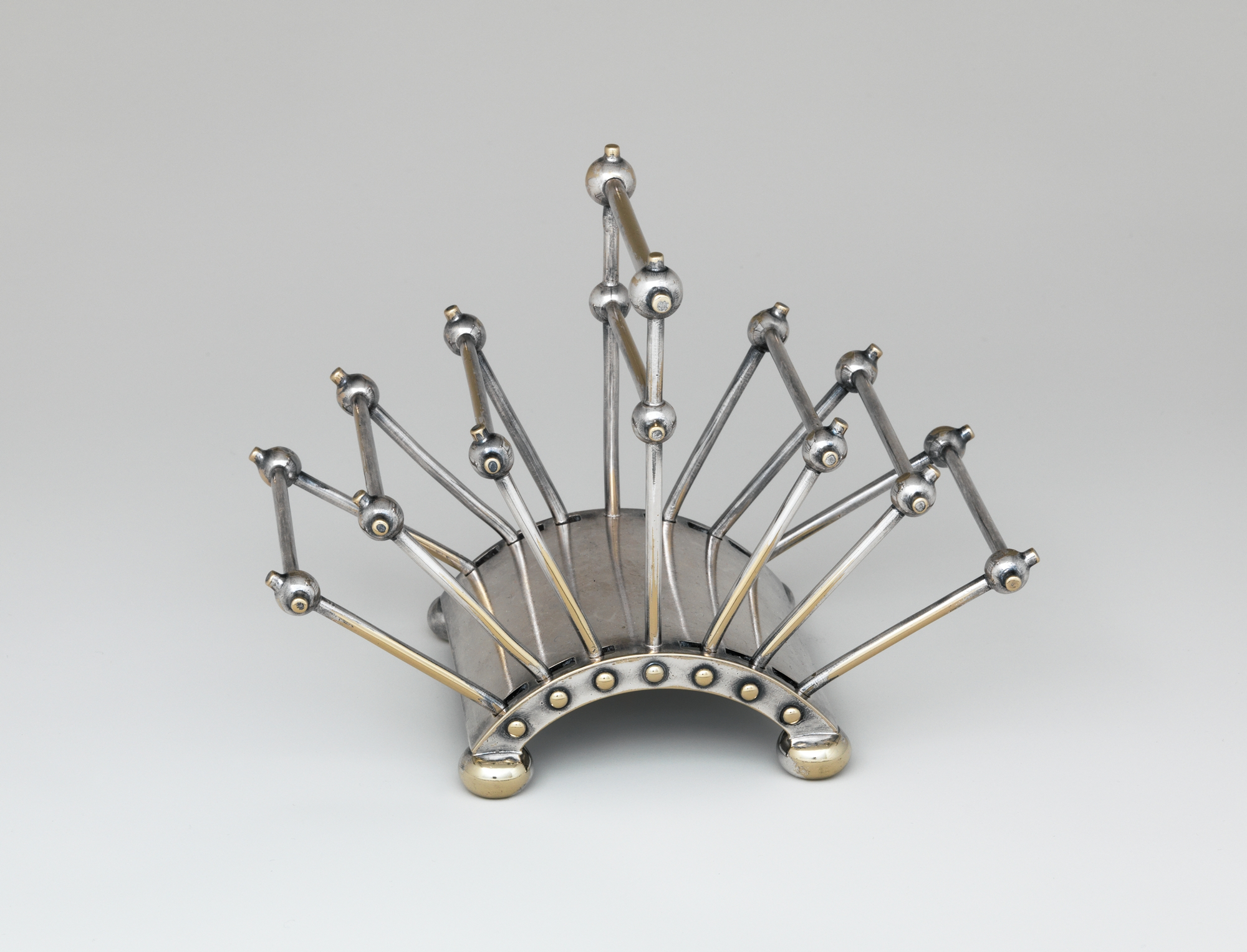
Briefhalter Nr. 2556, entworfen 1881 von Christopher Dresser in der Ausführung von Hukin & Heath, Birmingham/London

Einer der ersten unabhängigen Produktdesigner, Christopher Dresser (* 1834; † 1904), entwarf 1881 den Briefhalter Nr. 2556, der vom japanischen Stil beeinflusst wurde.

## In Ausstellungen
Ein Briefhalter von Goethe, den er zum 50-jährigen Dienstjubiläum von seiner Schwiegertochter erhalten hatte, wurde 1966 in einer Sonderausstellung des Bundespostmuseums ausgestellt.

## Bildergalerie

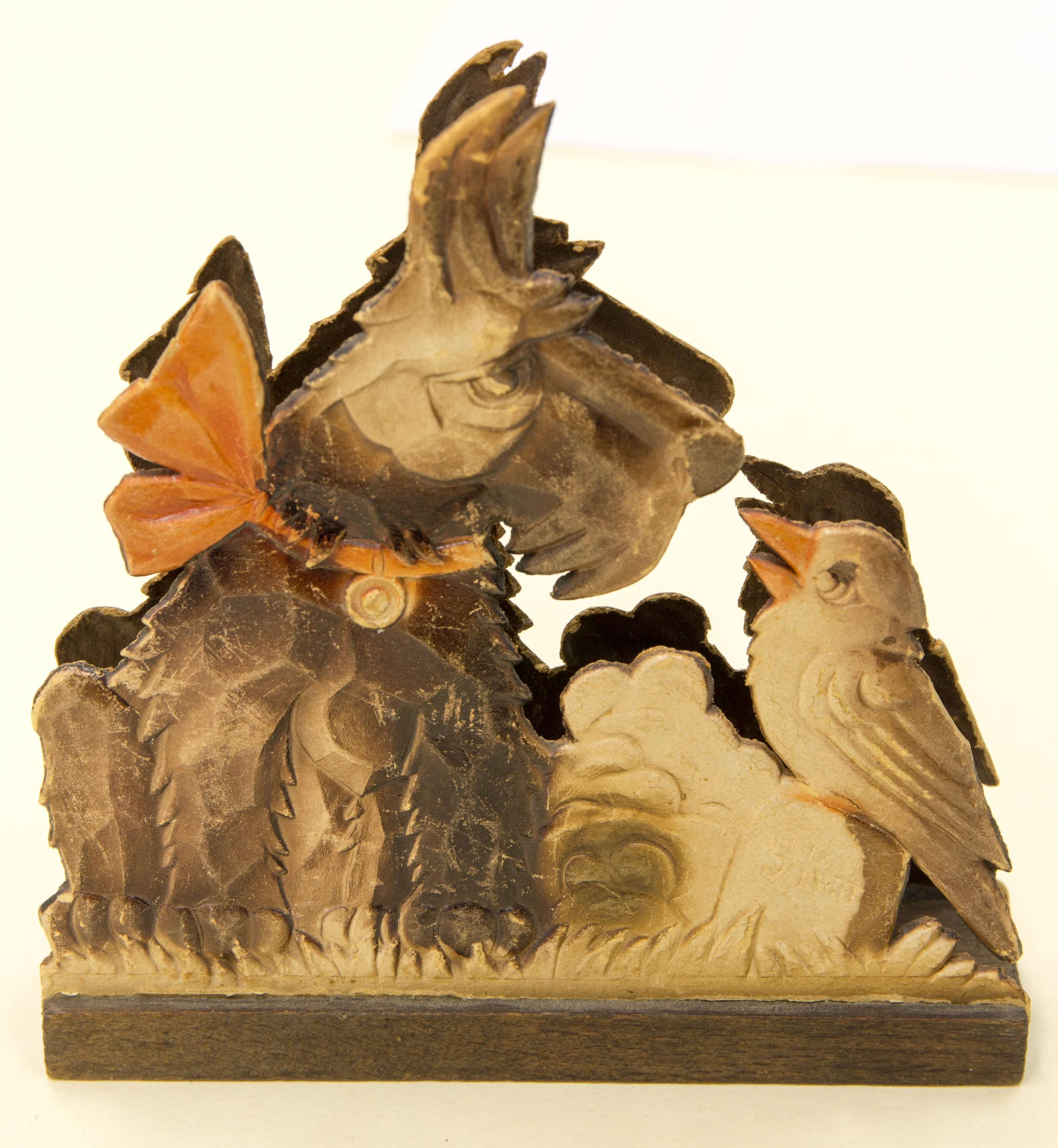
Briefhalter aus Holz und Karton (Bestand des MEK)
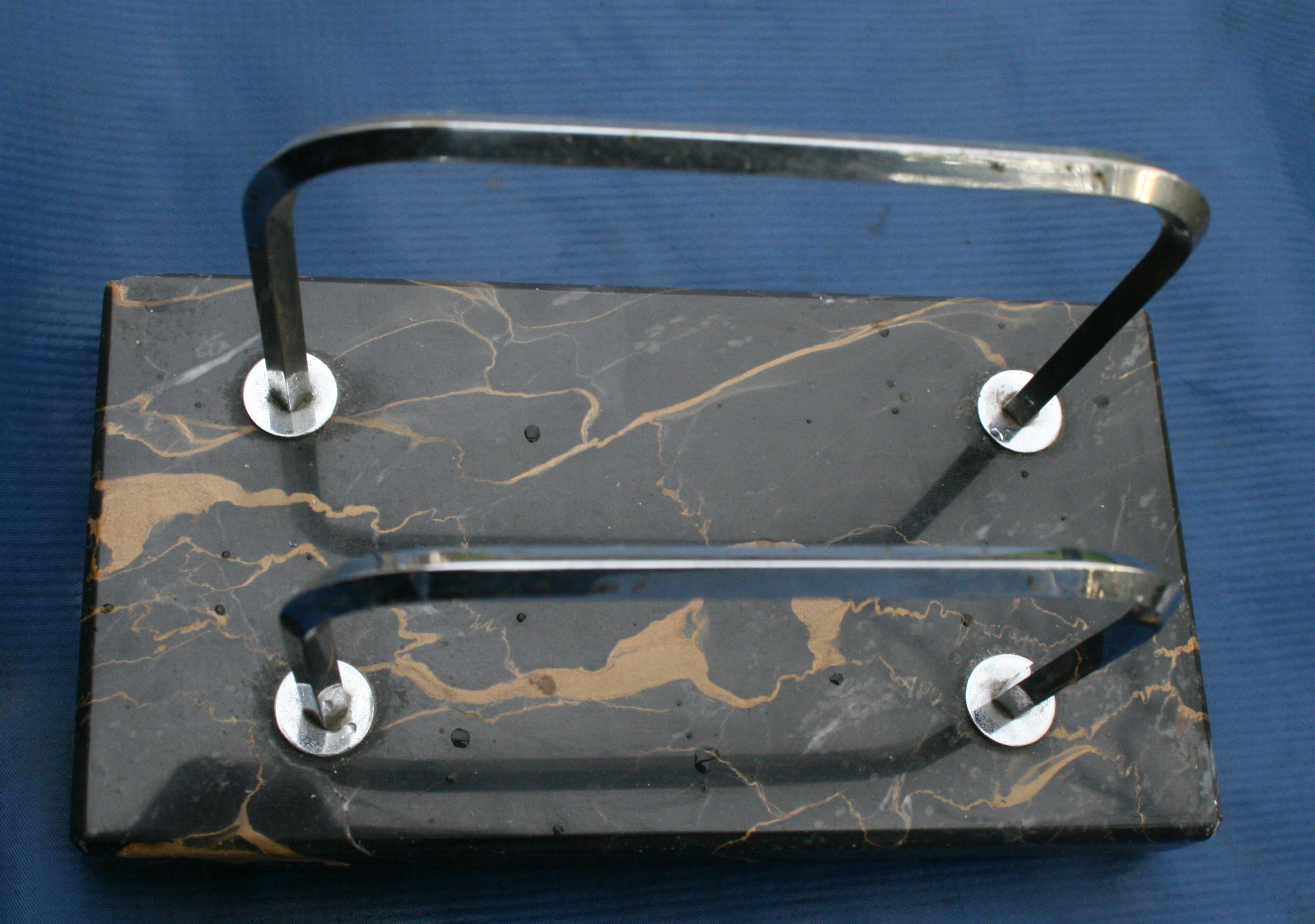
Briefhalter aus Nero-Portoro-Marmor
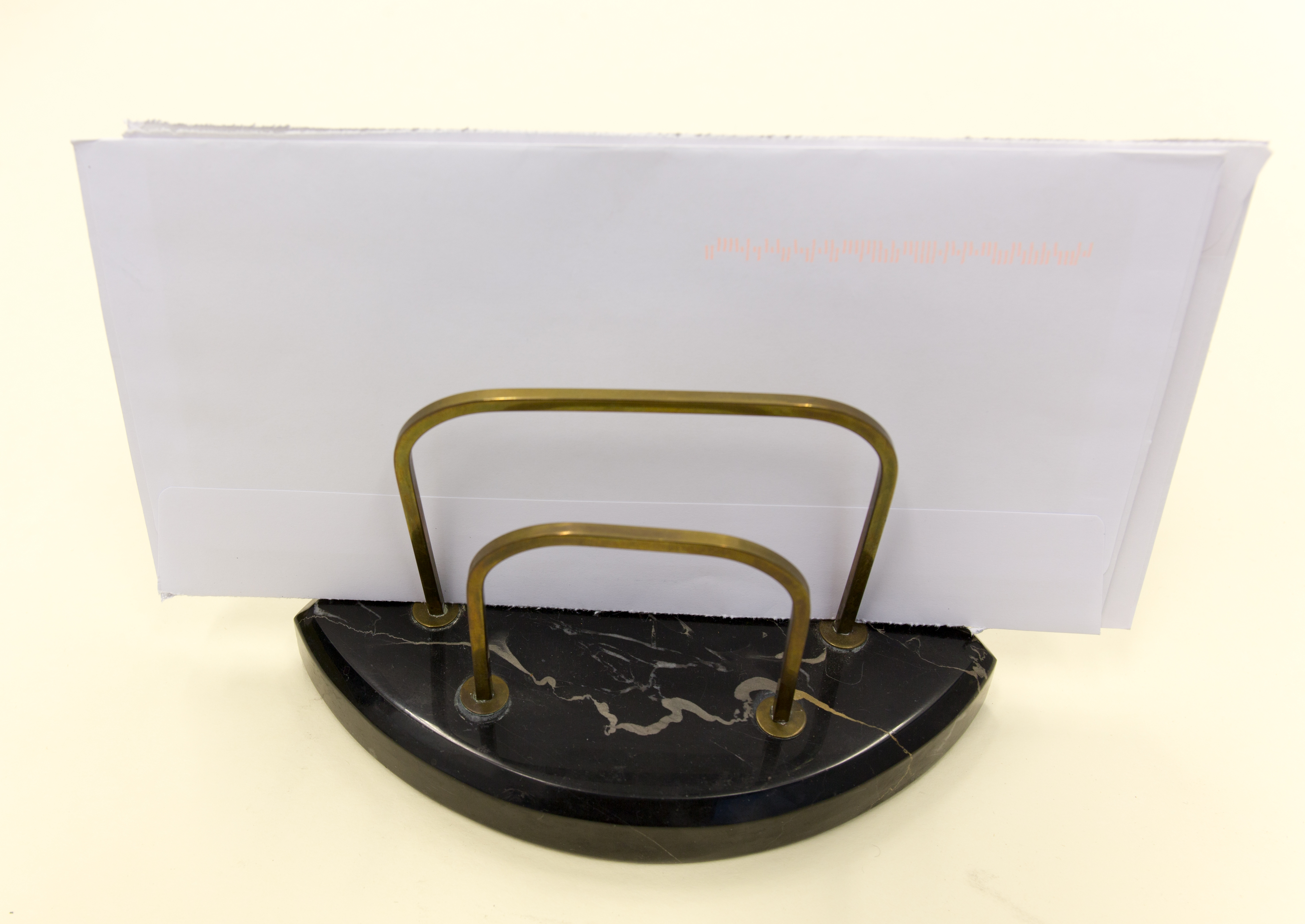
Briefhalter mit Briefen (Bestand des MEK)

Siehe auch:
- Büromaterial